# Distrito de Baie Lazare
Baie Lazare es un distrito administrativo de primer orden de las islas Seychelles. Se encuentra situado en la isla de Mahé, la capital, en las coordenadas 4° 44' 50" sur y 55° 29' 0" este. Cuenta con 3.053 habitantes.